# Angela Voigt

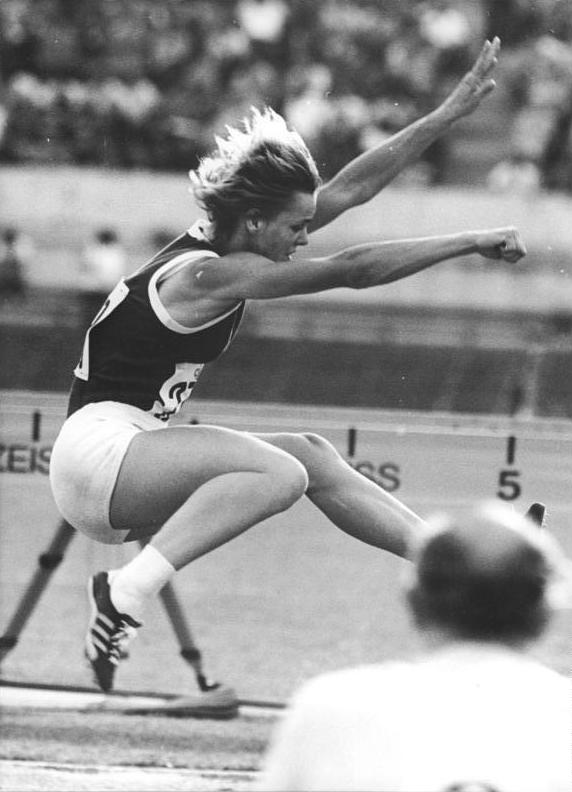
Angela Voigt (1976)

Angela Voigt, geb. Schmalfeld (* 18. Mai 1951 in Weferlingen; † 11. April 2013 in Magdeburg), war eine deutsche Leichtathletin, die – für die DDR startend – bei den Olympischen Spielen 1976 die Goldmedaille im Weitsprung gewann.

## Leben
Angela Voigt war am Anfang ihrer Laufbahn Fünfkämpferin. 1973 wurde sie Zweite bei den DDR-Meisterschaften, wechselte aber angesichts häufiger Verletzungen zum Weitsprung. Bei den Halleneuropameisterschaften 1974 gewann sie die Silbermedaille. Bei den Europameisterschaften im Sommer wurde sie mit 6,56 m Vierte.
In der Olympiasaison 1976 verbesserte sie im Januar den Hallenweltrekord auf 6,76 m. Bei den Halleneuropameisterschaften kurz darauf wurde sie Vierte. Auch in der Freiluftsaison war sie kurze Zeit im Besitz des Weltrekords (6,92 m) und in Montreal wurde sie dann Olympiasiegerin. (6,72 m-ungültig-6,50-6,53-ungültig-6,57). Die relativ geringe Siegesweite ist durch den damaligen Wettkampfmodus zu erklären. Vorkampf (Qualifikation) und Endkampf (Finale) fanden am selben Tag statt.
1977 wurde sie Mutter eines Sohnes. Bei den Europameisterschaften 1978 wurde sie Zweite (ungültig-6,48-6,66-6,55-6,33-6,79 m). 1982 trat sie vom aktiven Sport zurück und brachte 1984 einen zweiten Sohn zur Welt.
Angela Voigt startete für den SC Magdeburg und trainierte bei Willi Olfert. In ihrer Wettkampfzeit war sie 1,71 m groß und wog 63 kg. In den nach der Wende öffentlich gewordenen Unterlagen zum Staatsdoping in der DDR fand sich bei den gedopten Sportlerinnen auch der Name von Voigt.
Die gelernte Fernmeldemechanikerin und Diplom-Sportlehrerin wurde nach dem Ende ihrer Sportlaufbahn Geschäftsführerin eines Sportvereins und Sozialpädagogin in Haldensleben (Sachsen-Anhalt). 1976 wurde sie für ihren Olympiasieg in Montreal mit dem Vaterländischen Verdienstorden in Silber ausgezeichnet.
Voigt verstarb am 11. April 2013; sie hinterlässt ihren Ehemann sowie zwei Söhne.